# Vicus

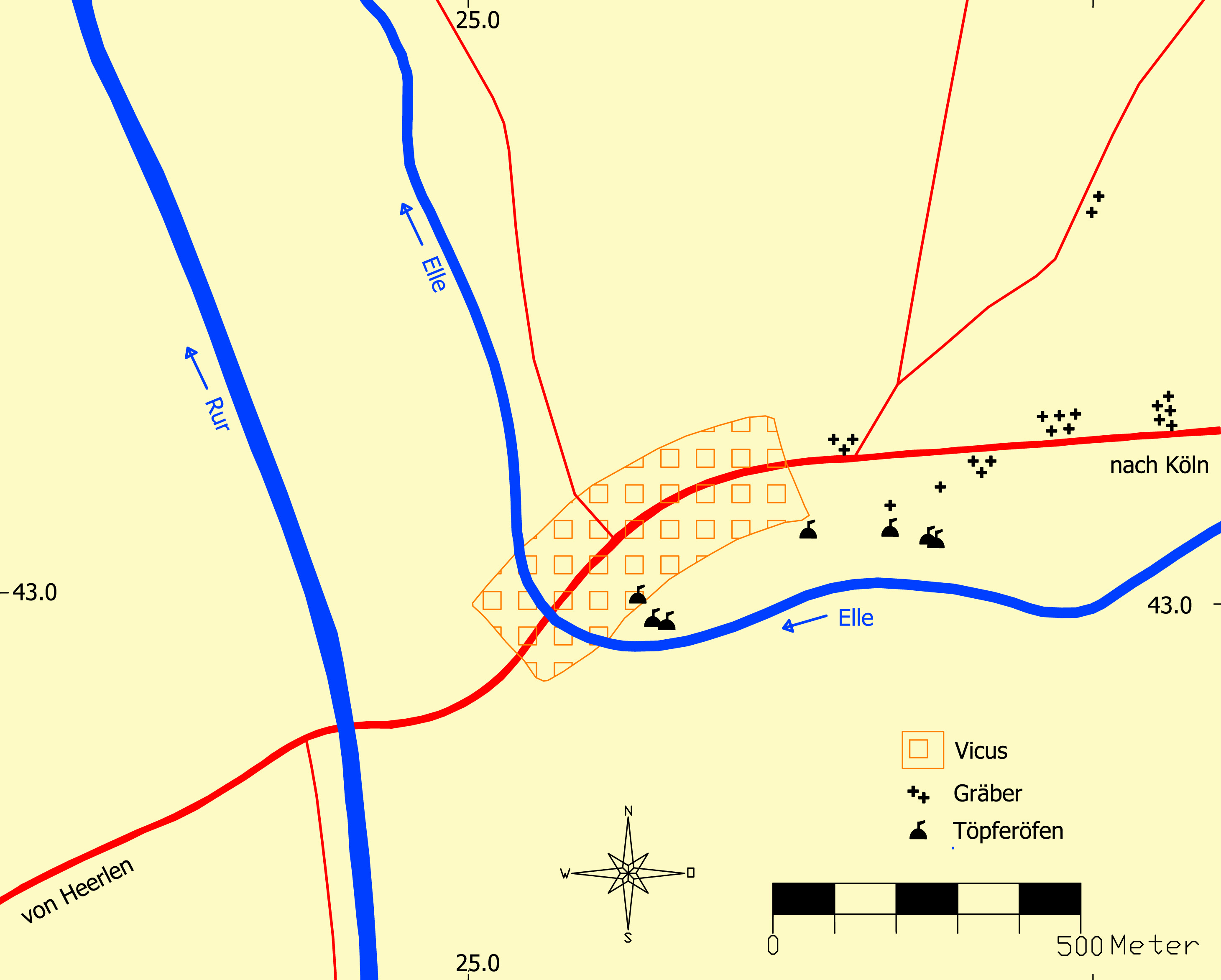
Schematisierte Darstellung des vicus iuliacum im 1.–3. Jh. n. Chr. Umzeichnung nach Tholen (1975)

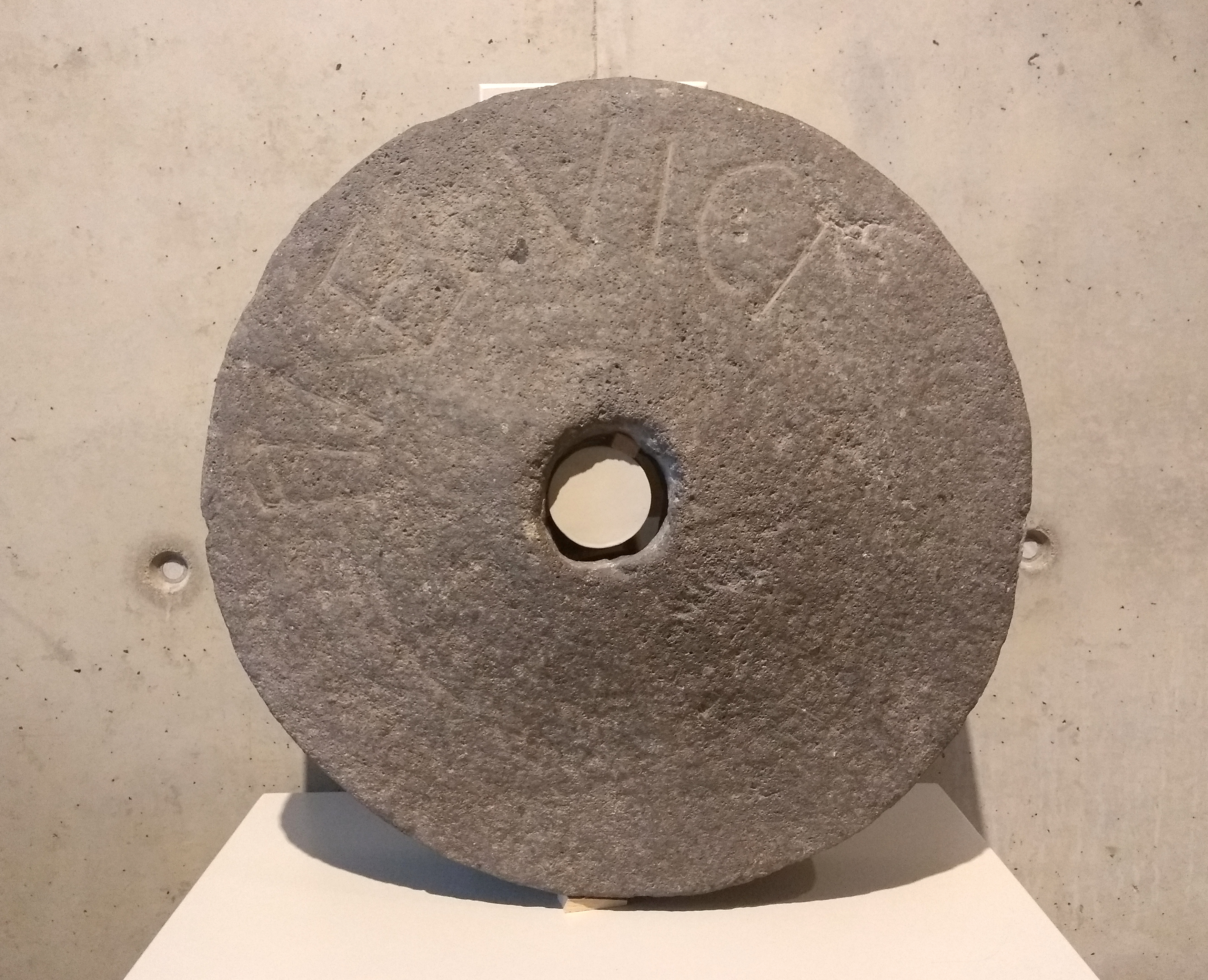
Römischer Mahlstein, der zur Markierung einer Vicus-Grenze diente und mit der Inschrift Fines Vici („Grenze des Vicus“) versehen wurde

Ein vicus (Plural vici) war eine Siedlung mit kleinstädtischem Charakter in den nördlichen Provinzen des Römischen Reichs. Der wirtschaftliche Schwerpunkt solcher Siedlungen lag in gewerblicher Produktion, Handwerk, Handel und Dienstleistungen. Die Bezeichnung war unabhängig von der Siedlungsgröße; je nach Funktion reichte ihre Größe von einer kleinen Straßensiedlung bis zur Ausdehnung zeitgenössischer Städte.
Sprachlich lässt sich der Begriff vicus auf den urindogermanischen Ausdruck *weyḱ- zurückführen, der in seiner Grundbedeutung wohl für Dorf steht. Schlägt man vicus im Wörterbuch nach, werden häufig die Übersetzungen Hof, (Land-)Flecken, Stadtteil oder Gasse angegeben. So muss das Wort eine Bezeichnung für Stadtteile Roms gewesen sein und mit der Ausdehnung des römischen Territoriums wurde es zur Bezeichnung eines außerhalb der Stadt liegenden Stadtteils, also einer kleinen Satellitenstadt.
Die Forschung definiert einen vicus weder sprachlich noch juristisch, sie stützt sich vielmehr auf eine Abgrenzung von anderen, bekannten Siedlungsformen. So wird häufig als vicus bezeichnet, was weder eindeutig municipium oder Colonia noch villa rustica ist. Diese sehr offene Definition wird ergänzt durch die Zuordnung nach bestimmten Charakteristika wie etwa bauplanerische Struktur, öffentliche Gebäude oder Funktion. 
Römische vici besaßen keine eigene Verwaltung, keinen Rechtsstatus und waren der Gebietskörperschaft einer civitas zugeordnet. Manche vici erreichten aber selbst den Status eines civitas-Hauptortes (z. B. Nida-Heddernheim oder Pforzheim). Nicht alle verfügten über öffentliche Bauwerke, wie Thermen oder Tempel. Einige Standorte der vici konnten anhand der tabula peutingeriana und des itinerarium antonini geortet werden.
Isidor von Sevilla bezeichnete vici als Ansiedlungen, „die nicht durch den Rang einer Stadtgemeinde ausgezeichnet sind, sondern von einem gewöhnlichen Zusammenschluss von Menschen bewohnt werden und wegen ihrer Winzigkeit größeren Gemeinwesen zugeordnet sind.“
Der Begriff vicus kann auch ein Stadtteil/Viertel in einem größeren Ort bezeichnen.

## Viciin Gallien
Die Entstehung der vici in den gallischen Provinzen erfolgte auf der Grundlage der dort entwickelten Oppida-Kultur, die in der vorrömischen Spätlatènezeit den gesamten keltischen Siedlungsraum von Böhmen über Süddeutschland bis an die Kanalküste umfasste. Hier konnten die Römer auf eine entwickelte Infrastruktur von Ortschaften zurückgreifen, die zum einen verkehrsgeographisch in ein Netz aus Handels- und Austauschbeziehungen eingebunden waren, zum anderen bereits eine marktorientierte Produktion und gewerbliche Differenzierung der Bewohner aufwiesen.
Auffallend an der Ausstattung der dann als vici weitergenutzten Orte in Gallien (agglomérations secondaires) sind hinzugekommene szenische Theaterbauten, zu denen des Öfteren Tempelanlagen gehören. Beispiele hierfür sind die vici in Alise-Sainte-Reine, Mandeure und Dalheim/Luxemburg.
Mit der Etablierung der vici ging zumeist die Aufgabe von Stammeszentren und befestigten Höhensiedlungen oder deren Umwandlung zu religiös-kultischen Plätzen einher.

## Viciin Niedergermanien

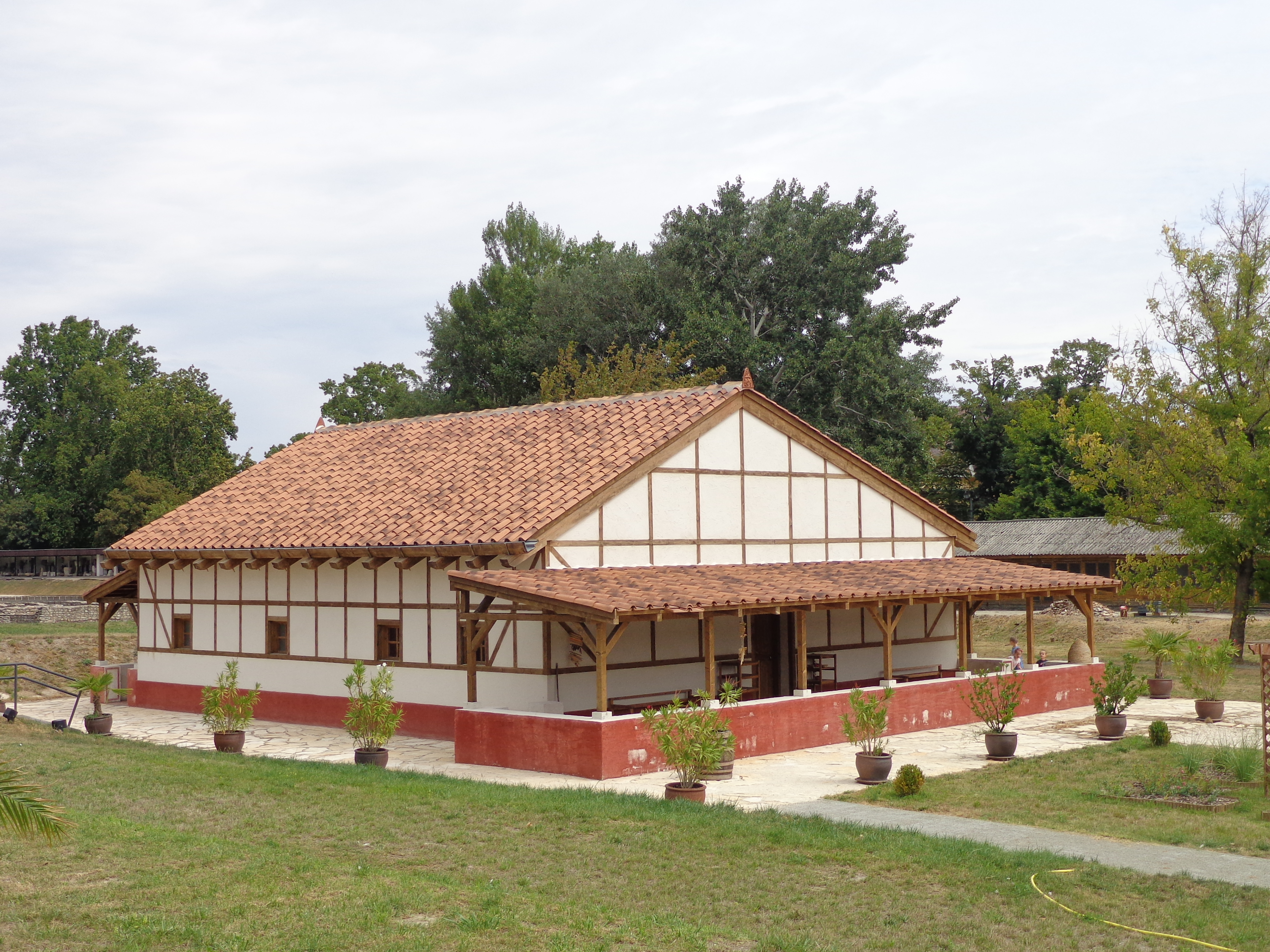
Streifenhaus aus der Lagervorstadt des Legionslagers Aquincum (2.–3. Jahrhundert)

Ähnlich wie in den Nachbarprovinzen liegen viele vici Niedergermaniens an verkehrsgünstigen Stellen wie Flussübergängen, Straßengabelungen oder -kreuzungen.
Forschungsgeschichtlich wurde der Großteil der bekannten Siedlungen zunächst im Zuge der Untersuchung der römischen Militärlager und den Kolonien entdeckt.
Nördlich der Mittelgebirgsschwelle vorgelagerten Lösszone dominieren in Niedergermanien karge eiszeitlich geprägte Sandböden. Im Unterschied zu den Bewohnern der fruchtbaren Lösszone lag der Schwerpunkt der hiesigen Ökonomie auf Vieh- und Weidewirtschaft. In der römischen Kaiserzeit existierten hier einheimisch-teilromanisierte Siedlungen mit Wohnstallhäusern in Holzbauweise und mit einem deutlich eisenzeitlichen Charakter, wie z. B. in Weeze-Vorselaer, Alpen oder Mehrum. Diese weidewirtschaftlich orientierten Siedlungsstrukturen waren in der Regel an das Wegenetz ausgerichtet. Sie sind vergleichbar mit kaiserzeitlichen Siedlungen in den Niederlanden. Streifenhausähnliche Hausgrundrisse von Fachwerkgebäuden deuten auf eine Übernahme römischer Provinzarchitektur hin. In der Fachliteratur wird der Begriff vicus für diese ländlich geprägten Siedlungen meist vermieden und ansatzweise durch den Ausdruck rural centres ersetzt.

## Viciin Obergermanien und Raetien

Kastell und vicus von Rainau-Buch

Das „Bäderviertel“ am Kastell Osterburken

In den Provinzen Raetien und Obergermanien, dort insbesondere auf dem Gebiet der Agri decumates, bildeten sich vici überwiegend in unmittelbarer Nähe von Kastellen. Das Aussehen dieser vici unterschied sich trotz grundsätzlich ähnlicher Gründungskonzeptionen von Ort zu Ort. Wie die Bebauungspläne der vici am Kastell Buch oder am Kastell Weißenburg zeigen, wurden zunächst ungefähr gleich große längliche Grundstücke, die mit ihrer Schmalseite an die Straßenzüge stießen, abgesteckt. Anschließend wurden in der Regel Streifenhäuser aus Fachwerk auf diesen Grundstücken errichtet. Sie bildeten den Kern der Siedlungen. Zumeist waren die Giebelseiten der länglich-rechteckigen Bauten zur Straße hin orientiert. Vor den Bauten erstreckten sich längs zur Straße hin vielfach überdachte Kolonnaden. In späteren Ausbaustufen konnten vici auch sehr regionale und individuelle Formen annehmen. So wurde am Kastell Jagsthausen schon früh die Streifenhausbebauung zugunsten städtisch geprägter Steinbauten aufgegeben. Teilweise, wie in Weißenburg, wurde auch die ältere Parzellierung zugunsten größerer Wohnraumeinheiten verändert. Neuere Forschungen am Kastell Theilenhofen weisen auf einen städtisch geprägten Ausbau dieses vicus hin. So könnten hier ein Forum, eine Basilika und ein szenisches Theater gestanden haben. Eine Mansio wie in Buch, am Kastell Eining oder am Kastell Pfünz gehörten offenbar ebenso zu einem vicus, wie das Militärbad, das wahrscheinlich auch von der zivilen Bevölkerung besucht werden konnten. In Osterburken fand sich gar ein größeres „Bäderviertel“. Daneben gab es Amphitheater wie am Kastell Dambach oder am Kastell Künzing und religiöse Bereiche wie das wohl hauptsächlich vom Militär besuchte Jupiter-Dolichenus-Heiligtum in Pfünz oder das von der Bevölkerung gegen allerlei körperliche Beschwerden und Leiden aufgesuchte Quellheiligtum in Dambach. In einigen vici gab es Standorte für Spezialverbände der Römischen Armee, die Benefiziarier. Am Kastell Obernburg wurde eine repräsentative, stadthausähnliche Station mit angeschlossenem Weihebezirk ergraben, und am Kastell Osterburken kam ein Weihebezirk mit einem hölzernen Tempel und Nymphäum zu Tage. An vielen vici sind Handwerkerviertel belegt.
Mit dem Abzug der Truppe lässt sich an bestimmten Garnisonsorten auch ein starker Rückgang der Besiedlung feststellen. Insbesondere wenn ein vicus keine Zeit hatte, sich richtig zu entwickeln oder wenn – wie am Obergermanisch-Raetischen Limes – Grenzzonen geräumt wurden. Es bestehen jedoch Hinweise darauf, dass zumindest bei einigen vici mehr oder minder große Teilbereiche auch nach dem gewaltsamen Limesfall von 259/260 n. Chr. erneut genutzt wurden. So fanden sich im vicus des Kastells Buch über einer nachlimeszeitlichen Planierschicht deutliche Spuren für Metallverarbeitung, einfache Holzbebauung, Brunnenanlagen, spätrömische Münzen sowie ein spätrömisches Glasfragment.

## Viciin Noricum
Bei den Kastellen entlang des norischen Limes, der der Donau folgte, befanden sich folgende Vici:
- Boiodurum (Passau)
- Boiotro (Passau)
- Stanacum (Oberranna)
- Ioviacum (Schlögen)
- Lentia (Linz)
- Lauriacum (Lorch)
- Albing
- ad Iuvense (Wallsee)
- Locus Felicis (Mauer)
- Arelape (Pöchlarn)
- Favianis (Mautern)
- Augustianis (Traismauer)
- Asturis (Zwentendorf)
- Comagena (Tulln)
- Cannabiaca (Zeiselmauer)

Weitere Vici waren Flavia Solva (Leibnitz), Gleisdorf, Kalsdorf, Frauenberg, Lassenberg, Gleichenberg, am Saazkogel (Paldau), in Södingberg, am Kugelstein, in Poedicum (Bruck), Rattenberg, am Michlhallberg und in St. Michael am Zollfeld.

## Viciin den Niederlanden und in Belgien
Aus der Maas-Schelde-Demer Region sind römische vici mit gemauerten Steinfundamenten bekannt. Hier ist, wie in Gallien, eine Entwicklung von einheimisch geprägten Siedlungen der frühen Kaiserzeit hin zu provinzialrömischen Siedlungsstrukturen erkennbar, die aber nicht flächendeckend ist. Ab der mittleren Kaiserzeit kommt es zu einem Steinausbau der Siedlungen nach römischer Bauweise. Diese Entwicklung vollzog sich regional unterschiedlich. Neben kulturellen Aspekten ist hier auch die Verfügbarkeit von Steinmaterial relevant. Während in den nördlichen Niederlanden Stein als Baumaterial kaum verfügbar ist, konnte in der Maas-Schelde-Demer-Region auf Tournaier Kalkstein und kleineren lokalen Sandsteinvorkommen zurückgegriffen werden.
In den nördlichen Niederlanden und Nordbelgien sind, ähnlich wie am Niederrhein, einheimisch-romanisierte Siedlungen mit ländlichem Charakter verbreitet. In diesen Orten dominieren in der frühen Kaiserzeit Hausgrundrisse in einheimischer Bautechnik. Sie bestehen aus langrechteckigen mehrschiffigen Wohnstallhäusern ohne Bezüge zur römischen Architektur. Wie das Beispiel der Siedlung von Hoogeloon zeigt, wurde die einheimische Bauweise nach dem 1. Jahrhundert teilweise Stein- bzw. Fachwerkausbau nach römischer Bauweise ersetzt, wobei jedoch der größte Teil der Siedlung in traditioneller Holzbauweise verblieb.

## Viciin Pannonien

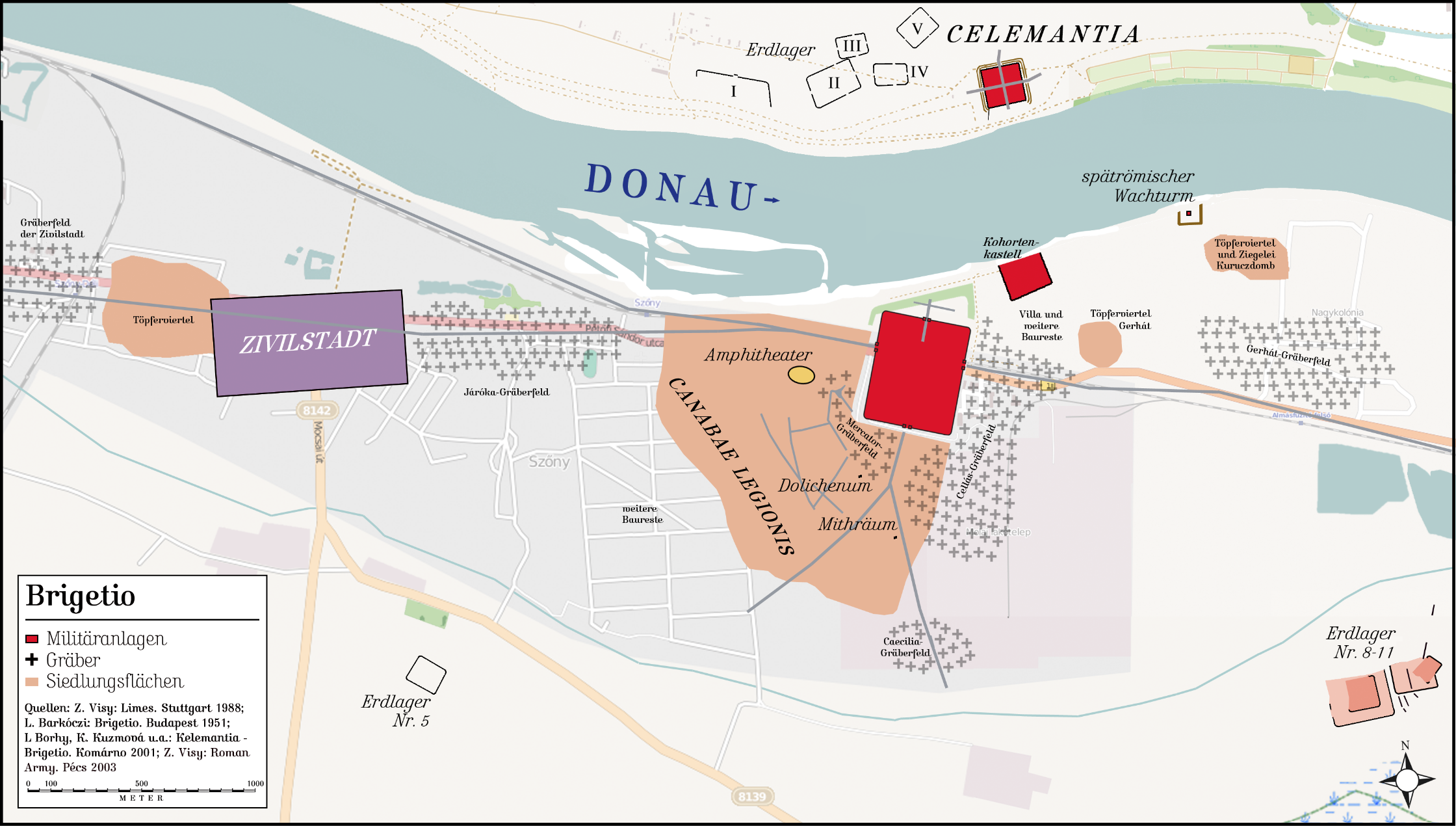
Der städtische vicus am Legionslager Brigetio und die Zivilstadt

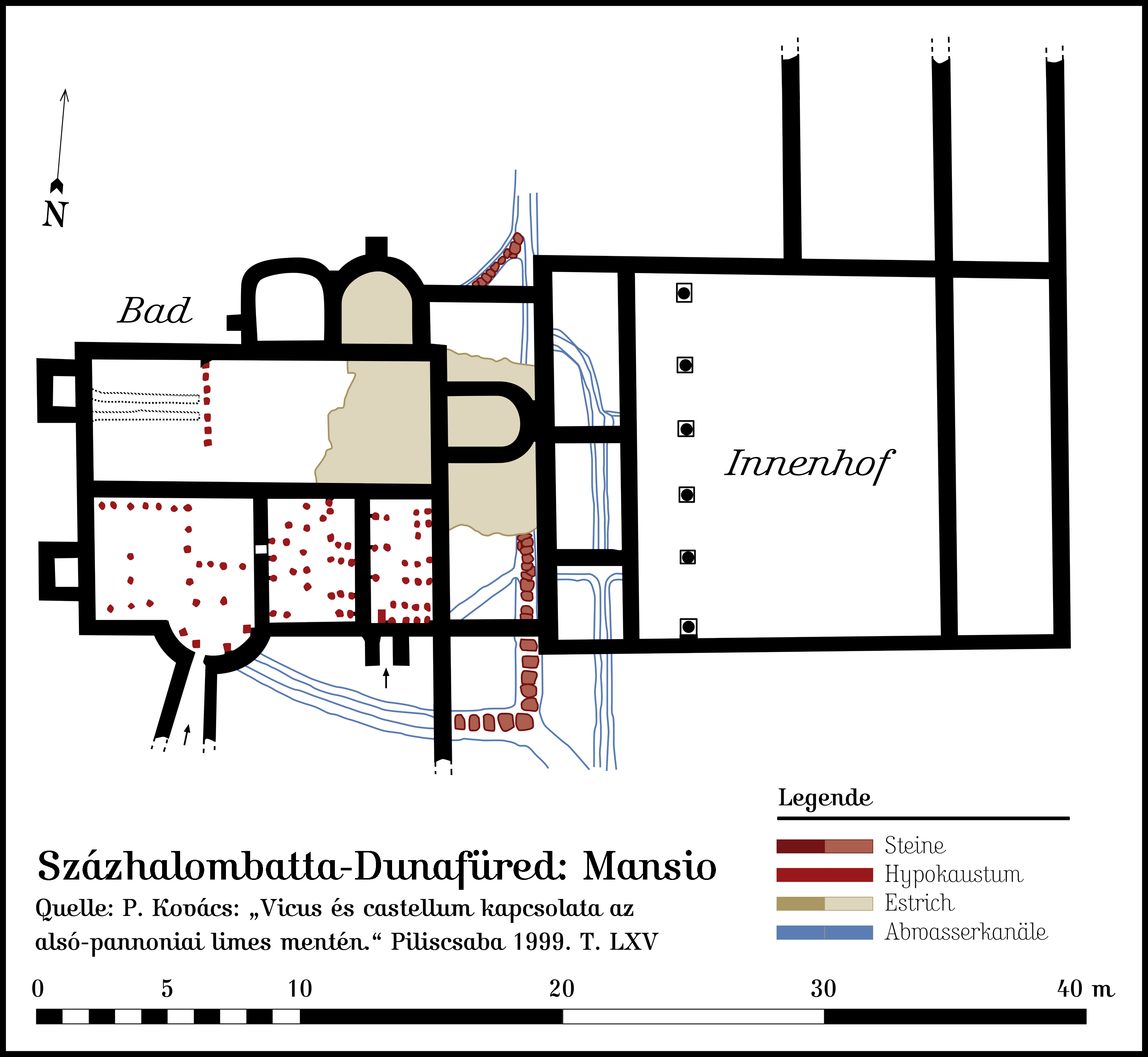
Typisches Bauwerk in einem vicus: eine mansio (Rast- und Umspannstation). Hier im Vicus des Kastells Matrica, Ungarn

Die vici in Pannonien ähnelten in ihrem konzeptionellen Aufbau jenen in Noricum, Raetien und Obergermanien, nur waren sie vielfach in späteren Ausbauphasen luxuriöser und hochwertiger ausgestattet, zeugten wesentlich deutlicher vom Reichtum der oberen Bevölkerungsschichten. Am Kastell Klosterneuburg konnten sich die Menschen wohl trotzdem lediglich eines bescheideneren Wohlstands erfreuen und am Legionslager Vindobona fanden sich in dessen canabae Reste der auch für kleine Garnisonsorte typischen Streifenhausbebauung in Holz- oder Fachwerktechnik mit weiß verputzten Wänden und einfacher Bemalung. Zur „Grundausstattung“ der unmittelbar an den Militärstandorten errichteten Siedlungen gehörten auch hier die mansionis und Militärbäder. Ein Votivaltar aus dem Lagerdorf des Kastells Matrica bezeugt, dass hier cives Romani (römische Bürger) nicht nur ein ihnen unterstelltes Gebiet (territorii Matricensium) verwalteten, sondern Institutionen geschaffen hatten, die nach munizipalem Vorbild arbeiteten. Die Bauten der pannonischen Zivilansiedlungen lagen entlang der Ausfallstraßen vor den Lagertoren. Teilweise, wie am Legionslager Carnuntum oder am Legionslager Brigetio, trug der hier ebenfalls auch canabae genannte vicus nach mehreren älteren Bauphasen stellenweise herrschaftliches Gepräge. Nördlich des im vicus von Brigetio gelegenen Amphitheaters konnte hingegen ein verschwenderisch mit Stuckaturen und Fresken ausgestattetes Wohnhaus untersucht werden. Neben dem komplexen Straßensystem des Lagerdorfs, das eine größere Fläche umfasste als die westlich gelegene Zivilstadt von Brigetio, gab es zusätzlich zu Tempeln und weiteren öffentlichen Bauten auch Handwerkerviertel. Diese Handwerkerviertel finden sich ebenfalls in den kleineren Garnisonsorten. Zur Zivilbebauung dort gehörten in der Frühphase Wohnhäuser aus Flechtwerk und Lehmziegeln, so wie sich ebenso am Kastell Budapest-Albertfalva fanden. Im Großraum um Budapest lassen sich während des ausgehenden 1. Jahrhunderts n. Chr. stellenweise auch Bauten der spätkeltischen Eravisker im Befund der vici nachweisen. Diese Unterkünfte bestanden vielfach aus einfachen, eingetieften Zweiraumbehausungen mit aufgehenden Zweipfostenkonstruktionen und einem Mauerwerk aus luftgetrockneten Ziegeln. Bei einem dazugehörigen Keller in Budapest-Albertfalva wurden noch Reste der als Abdeckung dienenden, aufklappbaren Eisenplatte entdeckt. Spätere Bauten an diesem Ort besaßen ein Steinfundament mit aufgehenden Lehmziegelmauern. Es entwickelten sich dort beheizbare Porticushäuser mit Bädern und Wandmalereien und es gab eine gemauerte Kanalisation. Auch an anderen Kastellstandorten, wie am Kastell von Ács-Vaspuszta, am Kastell Matrica oder am Kastell Lussonium kann eine ähnliche Entwicklung von Grubenhäusern und/oder Holz-Lehmbauten bis hin zu Steinhäusern und villenartigen Bauten mit Hypokaust- und Kanalheizungen unter den Terrazzoböden beobachtet werden. Auch in Matrica gab es Abwasserkanäle, und die Siedlung war von mindestens zwei Gräben umfriedet. Außerdem fanden sich Spuren eines dazugehörigen Flechtwerkzaunes. Einen ähnlichen Schutz könnte zumindest zeitweise der vicus von Intercisa besessen haben, da sich im Verlauf der daraus weiterführenden Limesstraße beiderseits mehrere Fallgruben nachweisen ließen. Der Wohlstand vieler pannonischer Vicusbewohner wird auch durch das prunkvoll ausgestattete Haus aus Intercisa belegt, das eine säulengetragene Querhalle besaß. In diesem Gebäude fanden sich noch Reste eines römischen Reisewagens. Neben Tempeln, wie jenem des Mithras, der sich beispielsweise im vicus des Kastells Campona fand, oder dem Jupiter-Dolichenus-Heiligtum am Kastell Vetus Salina, gab es auch jüdische Synagogen, nachweislich am Kastell Intercisa. Eine weitere jüdische Gemeinde ist unter anderem am Kastell Esztergom durch einen Grabbau belegt. Ein kleiner Apsisbau im vicus von Intercisa wurde als frühchristliches Kirchlein aus dem 4. Jahrhundert angesprochen.
Ungewöhnlich ist der nur kurzlebige vicus des spätantiken Kleinkastells Visegrád-Gizellamajor. Hier zeigt sich auch für die Spätantike eine Gründungsphase mit einfachster Bebauung, die fast keine greifbaren Spuren hinterließ.

## Viciin Rom
Innerhalb Roms bezeichnet vicus eines der Viertel oder Stadtteile, von denen es nach Plinius dem Älteren 265 gegeben haben soll. Der deutsche Epigraphiker Hermann Dessau listet im Register seines Werkes Insciptiones Latinae selectae 78 vici Roms mit Namen auf. Gleichzeitig bezeichnete das Wort auch die Straße, die durch den Stadtteil ging.

## Bauliche Struktur vonvici
Einen vicus vollständig auszugraben ist in den meisten Fällen unmöglich und somit ergeben sich auch nur sehr wenige komplette Bilder der gesamten Siedlungsstruktur. Eine Zusammenschau möglichst vieler ausgegrabener vici erlaubt aber eine relativ konkrete Vorstellung vom Aussehen und den verschiedenen baulichen Bestandteilen eines vicus.
Bis auf wenige Ausnahmen ist allen vici gemein, dass sie über keine städteplanerische Struktur verfügen. Obwohl sie häufig Neugründungen sind und sich selten Siedlungskontinuitäten zu einheimischen Siedlungen oder Oppida nachvollziehen lassen, weisen sie eine meist einer Straße entlang gewachsene Struktur auf, die sich abhängig von der Topographie der Umgebung willkürlich ausdehnt. Dies ist in Anbetracht der teilweise sehr unterschiedlichen Entstehungsfaktoren nicht sonderlich erstaunlich, dieses Charakteristikum stellt für die Forschung aber ein zentrales Zuordnungskriterium dar.
Baulich dominiert das Streifenhaus, eine Bauform die Gewerbe und Wohnfunktion unter einem Dach vereint. Der gegen die Straße gerichtete Teil des Gebäudes dient der Produktion und/oder dem Verkauf von Gütern, während der hintere Teil aus privaten Räumen besteht. Der Straße entlang eng aneinander gebaut, müssen sie für den Großteil der Vicusbewohner Wohnraum geboten haben, eigentliche Wohn- oder Villenquartiere tauchen selten auf. Weitere bauliche Bestandteile stellen öffentliche Bauten dar und tauchen je nach Größe der vici unterschiedlich häufig auf. Sehr häufig vertreten sind sogenannte mansiones, staatliche Gasthäuser für Reisende, und Thermen. Für den Handel zentral und deshalb auch häufig vorhanden sind Forum, Heiligtum und Basilika, hinzukommen Theater/Amphitheater. An Seen oder Flüssen gelegene vici können über stattliche Hafenanlagen verfügen.

## Vicustypen

### Zivilevici
Vici in zivilem Kontext entstanden oft an Straßenkreuzungen, Flussübergängen und anderen verkehrsgünstigen Orten. Einige Siedlungen wie Mayen, Rheinzabern oder Schwabmünchen waren auf ein bestimmtes Gewerbe ausgerichtet oder lagen in der Nähe von Rohstoffvorkommen. Ihre Funktion lag also vorwiegend im Handel und Gewerbe. In vielen vici fanden Märkte für die villae rusticae der Umgebung statt. Sonderfunktionen wie Kur- oder Badeorte (Baden-Baden) oder religiöse Zentren (Faimingen) sowie Mischformen sind geläufig. Eine Typologisierung nach Funktion ist nur lückenhaft möglich.

### Kastellvici
Zivildörfer, die in unmittelbarer Nähe von Kastellen gegründet wurden, werden als Kastellvici oder, falls sie sich an einem Legionslager entwickelten, auch als canabae legionis bezeichnet. Hier ließen sich neben den Frauen der Soldaten hauptsächlich Gastwirte, Veteranen, Handwerker und Händler nieder. Belege für Landwirtschaft sind demgegenüber im Fundmaterial selten. Kastelldörfer waren zumindest in ihrer Frühphase stets von der Präsenz des Militärs abhängig. Im Laufe ihrer Entwicklungsphasen zeigten viele aber auch eine wirtschaftliche Eigendynamik, die von den örtlichen Möglichkeiten der Gewerbetreibenden abhängig war.